# La Ronda (obra de teatro)
La Ronda (título original en alemán: Reigen) es una obra de teatro escrita en 1897 por Arthur Schnitzler e impresa por primera vez en 1900 por sus amigos. Es un estudio sobre la ideología moral y de clase de su época a través de una serie de parejas de personajes que se muestran justo antes o después de un encuentro amoroso. Al elegir personajes de todos los estratos sociales, la obra supone un estudio social de cómo el sexo transgrede las normas sociales de clase.
La obra de Schnitzler fue tan polémica que no se presentó en público hasta veinte años después en Berlín, aunque se hizo una representación no autorizada en 1912 en Budapest.

## Escenas
1. La prostituta y el soldado.
2. El soldado y la camarera.
3. La camarera y el señorito.
4. El señorito y la joven dama.
5. La joven dama y el marido.
6. El marido y la jovencita.
7. La jovencita y el poeta.
8. El poeta y la actriz.
9. La actriz y el conde.
10. El conde y la prostituta.

## Escritura, publicación y recepción
Parte del plan de escritura de La ronda se revela en sus diarios. En enero de 1897, el autor apuntó que quería escribir «una comedia sana y atrevida» al aire libre. El título inicial era Liebesreigen (La danza del amor), pero Alfred Kerr recomendó a Schnitzler cambiarlo por Reigen, 'La ronda', en referencia a un baile en el que se producen cambios de parejas. Schnitzler anotó esto: «No he escrito nada en todo el invierno, excepto una serie de escenas perfectamente impublicables, y sin gran peso literario, pero si se desenterrasen tras unos pocos cientos de años, podrían sin duda arrojar una luz sobre aspectos peculiares de nuestra civilización» (Carta a Olga Waissnix, 26 de febrero de 1897). La escritura de las diez escenas se completó un año después, el 24 de noviembre de 1897.
Schnitzler imprimió 200 copias de La Ronda en 1900 para difusión privada. Pero el escándalo estalló desde el principio. Sólo en 1903 apareció la primera edición pública de 40.000 ejemplares en alemán, pero en una editorial vienesa, puesto que el editor habitual de Schnitzler, S. Fischer, por razones legales, no quería publicar el trabajo en Alemania, y no lo hizo hasta 1931. A pesar de la oleada de críticas encendidas y la censura que sufrió un años después, el libro se difundió, vendió 40.000 ejemplares y se convirtió en «un conocido libro desconocido». En 1908 otro editor se ocupó de publicarlo en Alemania, en 1912 se editó en francés y en 1920 en inglés.

## Estreno y recepción
Los directores e intérpretes del teatro fueron llevados posteriormente ante la justicia por «actos indecentes» en el llamado caso Reigen, bajo el supuesto de que la obra deshonraba a las mujeres y presentaba el acto sexual animalizado, sin relaciones sentimentales. Pese a todo en 1921 la corte de Berlín emitió un veredicto por el que la obra quedaba libre de los cargos de inmoralidad: la obra no mostraba explícitamente el acto sexual, y se limita a mostrar escenas que pueden considerarse como una denuncia de lo hipócrita que son las relaciones que establecen las personas a través del sexo. La obra, además, recibió el apoyo de escritores y expertos en literatura y teatro, y diversos intelectuales de su tiempo; por ejemplo, Freud en 1922 le escribió: «has llegado a través de la intuición, aunque en realidad como resultado de una sensible introspección, a todo aquello a lo que he tenido que enfrentarme trabajando con otras personas».
El proceso tuvo un gran eco en los círculos literarios y artísticos, porque, en última instancia, sentaba un precedente sobre si el estado debe regular sobre las expresiones artísticas. Cuando el proceso terminó en absolución, supuso un apoyo para el desarrollo del teatro vanguardista de la década de 1920. Sin embargo Schnitzler tuvo que vivir muchos años de resiliencia con este marchamo a sus espaldas, incluso aunque en 1922 llegó a prohibir él mismo las representaciones de La Ronda en los países de habla alemana.

## Adaptaciones teatrales y musicales
Es una pieza que a partir de los años 80, superado el veto y ciertos tabúes morales como los desnudos en escena han sido superados, se ha representado con asiduidad en muchos países del mundo; además, por su reparto amplio, es muy adaptada en las escuelas de interpretación para las muestras finales.
Algunas adaptaciones o versiones destacan por aspectos particulares como:
- 1951 Ronde de Printemps. Ballet. Coreografía: Antony Tudor, Música: Erik Satie. Compañía residente, Jacob's Pillow Dance Festival, Lee, Massachusetts.
- 1955 Souvenirs. Ballet. Coreografía: Tatjana SGsovsky, música: Jacques Offenbach / Simon Karlinsky. Ballet de Berlín, Titania Palace, Berlín.
- 1963 Episoden. Ballet. Coreografía: Gerhard Senft, interludio a la música de la dinastía Strauss / Walter Deutsch. El pequeño ballet vienes, Teatro in der Josefstadt.
- 1982 Ya en la víspera del final del veto en Alemania, se ensayaron funciones para el cambio del año 1981/82 del Año Nuevo: Basilea, 1 de enero de 1982 a las 12:25), y también hubo actuaciones el día 1 en Múnich, Mánchester y Londres. Ese año hubo actuaciones en casi todos los escenarios alemanes, entre las que destacan: Teatro Residenz de Múnich (Dirigida por: Kurt Meisel), Schiller Theater Berlín (Dirigida por: Hansjörg Utzerath), Schauspiel Frankfurt (dirigida por Horst Zankl), Academia de Teatro de Viena (dirigida por Erwin Axer).
- 1987 La Ronde. Ballet de Erich Wolfgang Korngold. Ballet Nacional de Canadá, Centro O'Keefe, Toronto; también estrenada en: 1993 para The Royal Ballet, Londres.
- 1988 Arthur Schnitzler und sein Reigen, ballet en 9 escenas. Estreno mundial en el Volksoper Wien (Wiener Festwochen). Coreografía: Susanne Kirnbauer. Música: Oscar Strauss, Ernst von Dohnányi, Richard Heuberger, Josef Hellmesberger (hijo), Johann Strauss (hijo), Alfred Grunfeld (Herbert Mogg).
- 1993 Hello Again, musical, libro y música: Michael John LaChiusa. El musical tuvo 101 representaciones en el Lincoln Center de Nueva York. La adaptación resuelve las escenas en una década del siglo XX.
- 1993 Reigen. Danza, ópera en 10 diálogos por Philippe Boesmans, libreto de Luc Bondy (La Monnaie, Bruselas 1993, estreno en Alemania en el Teatro del Estado de Braunschweig 1998).
- 1998 The Blue Room dirigida por el británico David Hare con Nicole Kidman entre el reparto.
- 2004 Seduction, de Jack Heifner (versión gay estrenada en Londres). Se dan las mismas relaciones pero todos los personajes son masculinos.
- 2004 Complications, de Michael Kearns (versión gay), pieza pedagógica sobre el sexo seguro.
- 2008 Fucking Men. Ballet por Joe DiPietro (versión gay), ambientado en la actual Nueva York.
- 2009 Nackt (Desnudo), musical rock de Brandon Ethridge (Teatro Musical de Bremen, dirigida por Christian von Götz).
- 2011 La Ronde. Musical (versión gay) de Peter Scott-Presland, música: David Harrod (Rosemary Branch Theatre London).
- 2012 Re:igen. Opera de Bernhard Lang, libreto de Michael Sturminger (estreno en el Schwetzinger Festspiele 2014).
- 2024 Apagando el fuego. Adaptación de ciencia ficción escritas por Aldo Martinez Sandoval y dirigida por Ricardo Rodriguez

### Estrenos en España
El primer estreno de la obra fue el 15 de noviembre de 1984.
Producción: Centro de producción teatral Alcava.
Ficha artística: Música: Antoni Parera Fons. Dirección escénica: José María Morera. Escenografía: Gregorio Esteban. Vestuario: Javier Artiñano. Intérpretes: Fernando Delgado, Ana Marzoa, Cristina Juan, Manuel Collado Álvarez, María José Alfonso, Mercedes Lezcano, Nacho Martínez, Pedro María Sánchez, Silvia Vivo. Teatro Bellas Artes de Madrid (Madrid).
A partir de ahí los estrenos han sido:
- 1986 Centre Dramàtic de la Generalitat de Catalunya
- 2001 Escuela Navarra de Teatro
- 2002 Companyia de Teatre Micalet
- 2003 Grupo de Investigación Teatral Blenamiboá
- 2007 Crearte Proyectos Artísticos
- 2009 El Arrabal
- 2010 Real Escuela Superior de Arte Dramático, RESAD

## Versiones cinematográficas (y otras)
Las primeras versiones cinematográficas fueron en Francia:
- 1944	La Farandole. Director: André Zwobada. Guion: André Cayatte y Henri Jeanson, con Alfred Adam, André Alerme, Jean-Louis Allibert, Bernard Blier, Jean Davy. Esta es una película que toma como modelo de inspiración la estructura de la obra de Schnitzler, aunque es una adaptación libre, comedida.
- 1950	La ronda, dirigida por Max Ophüls. Reparto: Anton Walbrook (Adolf Wohlbrück), Simone Signoret, Serge Reggiani, Simone Simon, Daniel Gélin, Danielle Darrieux, Fernand Gravey, Odette Joyeux, Jean-Louis Barrault, Isa Miranda, Gérard Philipe. Esta es la versión más conocida y fiel en la época, Ophüls llevaba casi dos décadas versionando al autor con la llegada del cine sonoro (Une histoire d'amour, Liebelei) y la polémica hizo que no fuera de las primeras en ver la luz en la gran pantalla. Tras la guerra y la aparición de La Farandole, el director decidió llevar a cabo esta película con mayor fidelidad al original, que sí había triunfado en los teatros de Francia.
- 1964	La Ronde (Francia/Italia), dirigida por Roger Vadim. Versión: Jean Anouilh. Reparto: Marie Dubois, Claude Giraud, Anna Karina, Jean-Claude Brialy, Jane Fonda, Maurice Ronet, Catherine Spaak, Bernard Noël, Francine Bergé, Jean Sorel, Denise Benoît. Esta versión surgió con una vocación y un reparto más internacional para difundir la obra del autor. Su director fue juzgado en los tribunales italianos e incluso Arthur Schnitzler póstumamente acusado.

En 1963 se estrena la película en alemán Das große Liebesspiel (literalmente ‘El gran juego del amor’, conocida en inglés como And so to bed). Dirigida por Alfred Weidenmann, con guion de Herbert Reinecker, es una versión libre más cómica de la obra, con 12 parejas. El hecho de que no sea una representación fiel de la obra permitió poder saltarse la prohibición de Schnitzler, aunque ya el hecho de que sea una película y no una obra de teatro permite que se hagan más filmes en alemán, al menos fuera de este país. Además, hay que tener en cuenta que la división de Alemania con el final de la II Guerra Mundial, permitió que en la República Democrática Alemana (RDA) sí se pudiera colaborar en versiones rodadas en alemán de la obra.
En 1966 en la RDA Gustav Manker realizó una grabación sonora de la pieza en alemán, esta vez sí literal, pero al no ser una representación pública en vivo igualmente pudieron saltarse la prohibición. Igualmente, en 1973 y en 1981 se realizaron dos emisiones por la radio de la obra con la misma treta legal.
A partir de ahí se suceden diferentes versiones cinematográficas en muchos países; a menudo, con cambios en los nombres o circunstancias personales (oficio, clase social) de los personajes, pero siempre con la misma reconocible estructura:
- 1965 Das Liebeskarussell (Austria/RDA) Dirección: Axel von Ambesser, Rolf Thiele y Alfred Weidenmann. Reparto: Nadja Tiller, Catherine Deneuve, Anita Ekberg, Johanna von Koczian, Heinz Rühmann, Gert Fröbe, Curd Jürgens y Peter Alexander. Primera película austriaca, en colaboración con la RFA, rodada en alemán. No se estrenó en USA hasta 1980 bajo el título de Who Wants to Sleep?
- 1971 Hot Circuit (USA) Dirección: Richard Lerner, basada en La Ronda.
- 1973 Le Ronde (Italia/RDA) Dirección: Otto Schenk. Rodada en alemán.
- 1982 Neonstadt (RDA) Dirección: Gisela Weilemann, Helmer von Lützelburg, Dominik Graf, Johann Schmid y Wolfgang Büld. Es una película episódica alemana de Wolfgang Büld dibujan la imagen de la generación sin futuro en la década de los 80 en un total de cinco episodios, cada uno dirigido por un prometedor cineasta bajo la dirección general de Eckhart Schmidt.
- 1982 Le Ronde (UK) Dirección: Kenneth Ives. Reparto: Anthony Andrews, Leslie Ash, Simon Callow…
- 1982 Ringlek Miniserie (Suecia) Dirigida por Christian Lund. Reparto: Micha Gabay, Lars Green, Carl-Axel Heiknert, Christina Indrenius-Zalewski, Margaretha Krook.
- 1983 New York Nights (USA) Dirección: Simon Nuchtern, con Willem Dafoe, Nicholas Cortland, Corinne Alphen, George Ayer, Bob Burns, Peter Matthey, Missy O’Shea.
- 1984 Elígeme (Choose Me) (USA) Dirección: Alan Rudolph, con Geneviève Bujold, Keith Carradine, Lesley Ann Warren. Adaptación al Nueva York de los años 80 que fue muy popular en la época.
- 1985 Love Circles (UK) Dirección: Gérard Kikoïne, con Lisa Allison, Sophie Berger, Josephine J. Jones, John Sibbit, Michele Siu.
- 1986 Das weite Land (RDA) Dirección: Luc Bondy, Co-Autor: Botho Strauß Versión de La Ronda a partir del planteamiento de la puesta en escena de la obra en su estreno mundial.
- 1987 La ronda (CAT) Dirección: Mario Gas. Reparto: Assumpta Almirall, Jordi Boixaderas, Lluïsa Castell… Telefilme en Catalán.
- 1992 Chain of Desire (USA). Dirección: Temístocles López. Reparto: Linda Fiorentino, Elias Koteas, Patrick Bauchau, Malcolm McDowell…
- 1997 Caricies (CAT). Dirección: Ventura Pons. Adaptación de Sergi Belbel que éste llevó en 1991 al teatro. Reparto: David Selvas, Rosa Maria Sardà, Laura Conejero, Julieta Serrano, Agustín González, Sergi López, Mercè Pons, Naím Thomas, Jordi Dauder. Ventura Pons repitió 3 años después con otra obra de Belbel de igual estructura circular en el filme Morir o no.
- 1997 Días tranquilos (The Way We Are - Quiet Days in Hollywood) (USA/Alemania) Dirección: Josef Rusnak, con Hilary Swank, Daryl Mitchell, Meta Golding, Natasha Gregson Wagner, Jake Busey. Adaptación a la Generación X de Los Ángeles.
- 1998 Karrusel (Dinamarca), Dirección: Claus Bjerre. Serie de TV de 10 episodios.
- 2000  El círculo (Irán) de Jafar Panahi. La inspiración en La Ronda es por la estructura, y en la manera en que refleja diferentes aspectos de la sociedad del país.
- 2002 Love in the Time of Money (USA) Dirección: Peter Mattei con: Vera Farmiga, Domenick Lombardozzi, Jill Hennessy. Adaptación al Nueva York del siglo XXI.
- 2004 Nine Lives (USA) Dirección: Dean Howell, con Steve Callahan, William Christian, Dennis Christopher. Una red oscura de relaciones inspirada en La Ronda.
- 2005 Sexual Life (USA) Dirección: Ken Kwapis con Azura Skye, Annie Heller, Carla Gallo...
- 2006 Berliner Reigen (Alemania). Dirección: Dieter Berner. Reparto: Jana Klinge, Robert Gwisdek, Sebastian Stielke, Nina Machalz, Johanna Geißler, Dirk Talaga. La primera adaptación cinematográfica de la Alemania reunificada es ya en el siglo XXI y se hace a través de una actualización al Berlín de nuestros días.
- 2008  La ronda (Argentina). Dirección: Inés Braun. Reparto: Mercedes Morán, Fernán Mirás, Sofía Gala Castiglione, Leonora Balcarce, Rafael Spregelburd, Walter Jakob, Daniel Hendler, Lucila Mangone, Vana Passeri, Martín Piroyansky. Primera adaptación en Latinoamérica
- 2008 Unschuld, (Alemania) Dirección: Andreas Morell, con Nadeshda Brennicke, Kai Wiesinger, Leslie Malton. Adaptación a la Alemania del siglo XXI.
- 2011 360 Dirección:Fernando Meirelles, con Rachel Weisz, Jude Law, Anthony Hopkins, Moritz Bleibtreu y Johannes Krisch. Coproducción de UK, Austria, Francia, Brasil y USA en 7 idiomas en la que La Ronda supone una vuelta al mundo: el reflejo de la sociedad y sus desigualdades se hace internacional.
- 2012 30 Beats (Francia, USA). Dirección: Alexis Lloyd, con Condola Rashad, Justin Kirk, Jennifer Tilly.
- 2013 Deseo (México). Dirección: Antonio Zavala Kugler con Ari Borovoy, Leonor Varela, Gerardo Taracena...
- 2016 Karussell (Austria). Dirección: Gerda Leopold, con Tatjana Alexander, Patricia Aulitzky, Mercedes Echerer…